# قانون البرلمان (المملكة المتحدة)
قانون البرلمان في المملكة المتحدة، (بالإنجليزية: Act of Parliament UK)‏، في المملكة المتحدة،  يصدر تشريع أولي من قبل برلمان المملكة المتحدة نتيجة لـ الثورة المجيدة وتأكيد السيادة البرلمانية، فإن أي قانون من هذا القبيل هو من الناحية النظرية القانون الأعلى الذي لا يمكن نقضه من قبل أي هيئة أخرى غير البرلمان على الرغم من أنه تم الاعتراف به من خلال المملكة المتحدة عضوية الاتحاد الأوروبي التي يمكن أن تختفي أعمالًا أو أجزاءً من الأفعال التي تتعارض مع قانون الاتحاد الأوروبي.
يمكن إنفاذ قانون برلماني في جميع البلدان الأربعة _الدول المكونة للمملكة المتحدة (إنجلترا، اسكتلندا، ويلز، وأيرلندا الشمالية)_ ولكن نتيجة نقل، تنطبق غالبية القوانين التي أقرها البرلمان الآن على إنجلترا وويلز فقط أو إنجلترا فقط، في حين إن الأفعال المتعلقة فقط بـالمسائل الدستورية المحجوزة تنطبق الآن على المملكة المتحدة بأكملها.
يسمى مشروع التشريع مشروع قانون عندما يتم تمرير هذا من قبل البرلمان، وإعطائه الموافقة الملكية يصبح قانونًا وجزءًا من القانون الأساسي.